# Камена
 Тази статия е за селото в Пиринска Македония, България.  За селото в Северна Добруджа, Румъния, вижте Камена (окръг Тулча).  
Ка̀мена е село в Югозападна България. То се намира в община Петрич, област Благоевград.

## География
Село Камена се намира в полупланински район в северното подножие на планина Беласица, известно с името Подгорие. Разположено е в живописна местност на западния бряг на река Камешница. Съседни села са Самуилово и Яворница. Климатът е преходносредиземноморски с летен минимум и зимен максимум на валежите. Средната годишна валежна сума е около 700 мм. Почвите са кафяви горски, делувиални и делувиално-ливадни. Северно край землището на Камена тече река Струмешница. Близо над селото е разположени красивият Камешнишки водопад, до който води маркирана пътека.

## История
Село Камена е селище с богато историческо минало. В землището на селото са открити археологически останки от времето на неолита, античността и средновековието. В местността „Великденската цръква“ или „Цръквището“ (на около 1 километър южно от селото) са запазени останки от средновековена църква с размери 12/6.5 метра.
Камена се споменава в османски данъчни регистри от 1570, 1606 и 1664 – 1665 година. Според първият регистър в селото живеят 2 мюсюлмански и 55 християнски домакинства.
През XIX век Камена е селище със смесено население. В „Етнография на вилаетите Адрианопол, Монастир и Салоника“, издадена в Константинопол в 1878 година и отразяваща статистиката на населението от 1873 година, Камена (Camena) е посочено като село с 85 домакинства и 103 жители мюсюлмани и 132 жители българи. Поминък на населението е земеделието, животновъдството, производството на сусамово масло (шарлаан), търговията с ориз и памук. Към 1900 г. според статистиката на Васил Кънчов („Македония. Етнография и статистика“) населението на село Каменно брои общо 330 души, от които 150 българи-християни, 180 турци.
Всички християни от Камена са гъркомани, под ведомството на Цариградската патриаршия. По данни на секретаря на Българската екзархия Димитър Мишев („La Macédoine et sa Population Chrétienne“) в 1905 година в селото има 176 българи патриаршисти гъркомани.
През XX век са извършвани редица промени в административно-територианлото деление. След Балканската война през 1912 г. в Струмишки окръг на мястото на турската административна уредба се изграждат първите български селски общини. Те започват да развиват нормално своята дейност след приключването на Междусъюзническата война през 1913 г.
С царски указ през 1913 г. се създава Общинското управление в с. Камена, Петричка околия. Съставни села към общината са селата Яворница и Самуилово.
С Указ 179 (ДВ, бр. 38 от 19 май 1934 г.) се въвежда ново административно деление на страната, като се премахват окръзите и се създават области. Много от малките селски общини са закрити и се създават окрупнени общински центрове. В съответствие с това се предприемат и мерки за обединяване и уедряване на общините от региона. Съгласно чл. 6 от Наредбата-закон за селските общини със Заповед № 2910 на Министерството на вътрешните работи и народното здраве (ДВ, бр. 120 от 27 авг. 1934 г.) към Общинското управление в с. Камена преминават община Скрът със съставните ѝ населени места и с. Коларово от община Елешница. Селско общинско управление – с. Камена е местен орган на държавна власт и управление, който ръководи изпълнението на икономическите, социалните и културните задачи в общината, грижи се за правата на населението, организира и провежда избори.
Общинският съвет като орган на власт се избира от населението чрез пряко гласуване за определен мандат. Той от своя страна избира на сесия общинската управа.
Общината в с. Камена е закрита на 28 март 1943 г. и заедно със селата Самуилово и Елешница (Беласица) преминава към учредената с решение на Областното управление община с. Коларово.
До 9 септември 1944 г. в учреждението няма отделни служби. Общината се ръководи от кмет, като колективен орган на управление са избирани общински съветници. Първо ръководство на общината са: Председател – Иван Тасев, съветници – Илия Каменски от с. Самуилово и Иван Христов от с. Яворница. В учреждението има още бирник по данъчните и финансови въпроси, писар и разсилен.
Като орган на местната власт и управление основните цели и задачи на Общинското управление са да провежда всички стопански, социални и културни дейности на своята територия, грижи се за опазване на обществения ред и законността, изпълнява административни функции по събирането на данъци и такси, строителството, издаване на разрешителни, водене на регистри за населението и др. документи, провежда указанията на висшестоящи органи за различни икономически и политически мероприятия.
Днес с. Камена е към община Петрич.

## Население
Числеността на населението на село Камена по данните от преброяванията от 1934 г. насам се променя както следва:
| \| Година на преброяване \| Численост \| \| --------------------- \| --------- \| \| 1934 \| 404 \| \| 1946 \| 445 \| \| 1956 \| 604 \| \| 1965 \| 554 \| \| 1975 \| 495 \| \| 1985 \| 445 \| \| 1992 \| 392 \| \| 2001 \| 356 \| \| 2011 \| 288 \| \| 2021 \| 227 \| |           |
| Година на преброяване | Численост |
| 1934 | 404       |
| 1946 | 445       |
| 1956 | 604       |
| 1965 | 554       |
| 1975 | 495       |
| 1985 | 445       |
| 1992 | 392       |
| 2001 | 356       |
| 2011 | 288       |
| 2021 | 227       |

Етническият състав на населението на село Камена по численост на етническите групи според преброяването през 2011 г. е:
| Етнически групи     | Численост |
| Общо                | 288       |
| Българи             | 190       |
| Турци               | 11        |
| Цигани              | 7         |
| Други               | -         |
| Не се самоопределят | -         |
| Неотговорили        | 80        |

## Редовни събития
- 2 май – Борисовден – празник на черквата в Камена, посветена на свети цар Борис-Михаил[10];
- 6 май – Гергьовден – празник на селото.